# Yung Bae

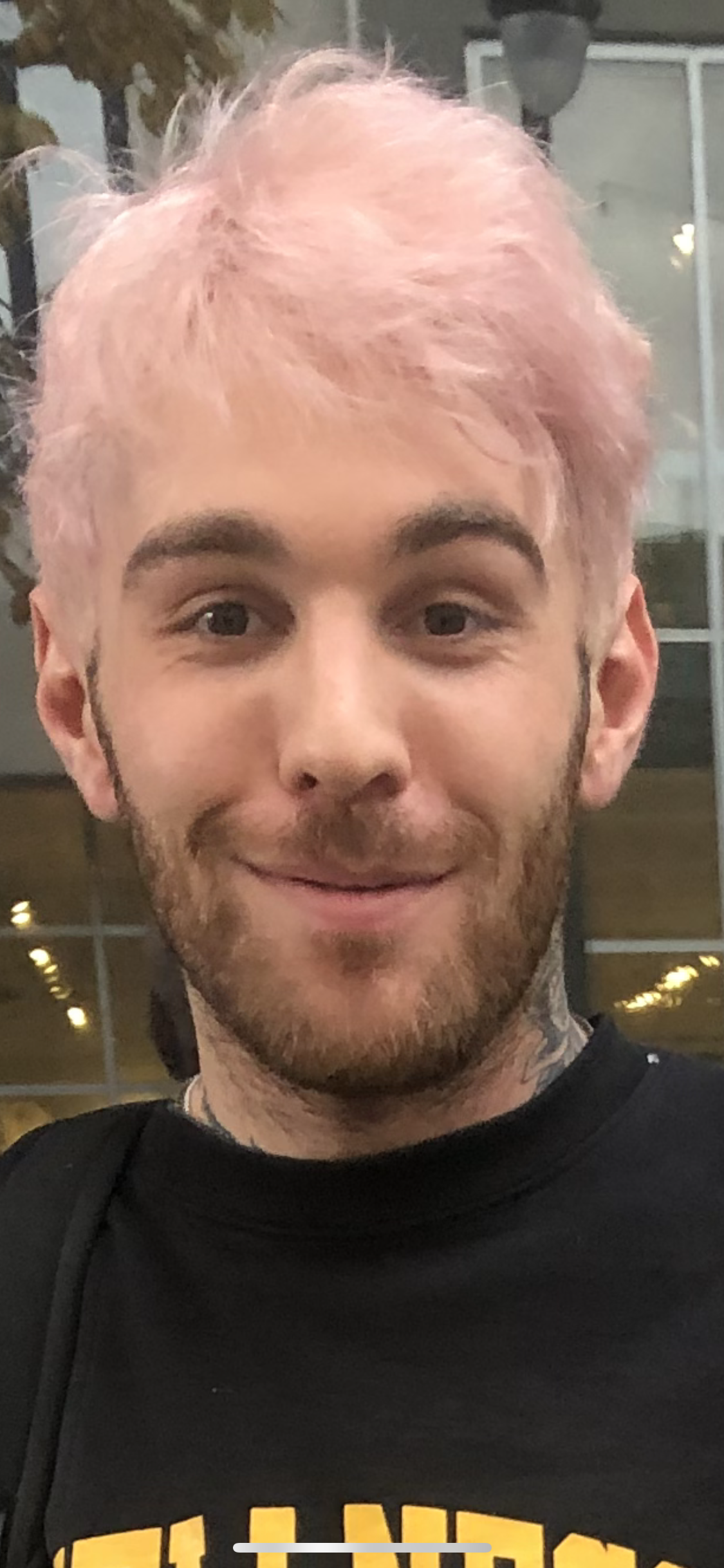
Yung Bae

Dallas Cotton (* 1994), auch bekannt unter seinem Künstlernamen Yung Bae, ist ein US-amerikanischer Elektronikmusiker aus Portland, Oregon. Bekanntheit erlangte er mit seinem 2014 veröffentlichten Debütalbum Bae, einem Future Funk-Album, das japanischen City Pop sampelt.
Cotton gilt zusammen mit Saint Pepsi und マクロスMACROSS 82-99 als einer der Pioniere des Future Funk. Die Alben, die durch diese Künstler in den Jahren 2013 und 2014 veröffentlicht wurden, trugen zur Popularisierung des Subgenres und Vaporwave im Allgemeinen zu großen Teilen bei.

## Leben
Cotton wurde 1994 geboren und begann seine musikalische Karriere in Portland. Er besuchte die Oregon State University für vier Monate, bevor er sich entschied, seine musikalische Karriere weiterzuverfolgen. Nach der Veröffentlichung seines Debütalbums Bae zog er nach Los Angeles.

## Musikalische Karriere
Cotton wird dem Vaporwave-Subgenre Future Funk zugeordnet. Bisher hat er über Bandcamp zehn Alben veröffentlicht. Seine Musik erreicht beim Streamingdienst Spotify Abrufzahlen in Millionenhöhe.
Zu seinen früheren Veröffentlichungen gehören die drei Japanese Disco Edits. 2016 veröffentlichte er Skyscraper Anonymous, BAE 2, BA3, sowie Bae: Side B, 2018 veröffentlichte er Bae 5. Er arbeitete auch mit Künstlern wie Flamingosis, Brasstracks und Method Man zusammen.
2019 wurde Bae 5 veröffentlicht. Aus diesem Album wurden die beiden Singles Must Be Love und Bad Boy mit bbno$ ausgekoppelt. Bad Boy ist die erste Singleveröffentlichung für Cotton, nachdem er vom Label Arista Records unter Vertrag genommen wurde.
Ebenfalls im Jahr 2019 wurde er auf die Billboard „Dance Ones to Watch“-Liste gesetzt. Auch tourte er für sein Album Bae 5 im gleichen Jahr durch die USA. Weiterhin spielte er in Asien, beispielsweise in der National Gallery of Singapore sowie auf Musikfestivals, unter anderem auf Coachella.

## Diskographie

### Studioalben
- 2014: Bae
- 2016: BAE 2
- 2016: BA3
- 2016: Skyscraper Anonymous
- 2016: Bae: Side B
- 2017: B4E
- 2019: Bae 5
- 2022: Groove Continental: Side A
- 2023: Groove Continental: Side B
- 2024: 6AE

### Compilation
- 2018: Bae Tapes 1-4

### EPs
- 2015: Japanese Disco Edits
- 2016: Japanese Disco Edits 2
- 2017: Japanese Disco Edits 3